# Kapit (Malezja)
Kapit – miasto w Malezji w stanie Sarawak. W 2000 roku liczyło 13 610 mieszkańców.